# Aşağıçeşme, Cizre
Aşağıçeşme là một xã thuộc huyện Cizre, tỉnh Şırnak, Thổ Nhĩ Kỳ. Dân số thời điểm năm 2011 là 547 người.